# David Pérez Pallas
David Pérez Pallas (Vigo, Pontevedra, 24 d'agost de 1987) és un àrbitre de futbol espanyol que actua com a àrbitre VAR a la Segona Divisió d'Espanya. Pertany al Comitè Tècnic d'Àrbitres de Galícia.

## Trajectòria
Durant les seves set temporades en el futbol espanyol ha arbitrat 156 partits, mostrant un total de 932 targetes grogues i 56 targetes vermelles. La seva temporada més prolífica en l'àmbit disciplinari va ser la temporada 2011-12 en la qual, militant en la Segona Divisió "B" d'Espanya va fer una mitjana de més de 7 targetes grogues i 1 vermella per partit.

## Temporades
| Categoria          | País    | Any       |
| ------------------ | ------- | --------- |
| Segona Divisió "B" | Espanya | 2010-2012 |
| Segona Divisió     | Espanya | 2012-     |